# 17748 Uedashoji
17748 Uedashoji (1998 CL) là một tiểu hành tinh vành đai chính được phát hiện ngày 1 tháng 2 năm 1998, ở Saji Observatory. The name was suggested by M. Fukuyama, to honor professional Japanese photographer Ueda Shoji (1913–2000), who had made significant contributions to improvements in photographic technology.